# Вільяконехос-де-Трабаке
Вільяконехос-де-Трабаке (ісп. Villaconejos de Trabaque) — муніципалітет в Іспанії, у складі автономної спільноти Кастилія-Ла-Манча, у провінції Куенка. Населення — 466 осіб (2010).
Муніципалітет розташований на відстані близько 120 км на схід від Мадрида, 39 км на північний захід від Куенки.

## Демографія
Динаміка населення (INE ):